# مدرسة آل عبد اللطيف
مدرسة آل عبد اللطيف هي مدرسة من أشهر المدارس الشرعية التاريخية الواقعة في محافظة الأحساء في المنطقة الشرقية في المملكة العربية السعودية.

## الموقع
تقع مدرسة آل عبد اللطيف في المرابدة في حي الكوت بمدينة الهفوف بالقرب من قصر إبراهيم.

## التاريخ
أسست المدرسة في عام 1262 هـ عندما أوصي عبد الرحمن بن راشد بن خليفة آل راشد من سكان إقليم البحرين أبن عمه مبارك بن خليفة لوقف مدرسة في الأحساء. وفي عام 1391 هـ، أوقف عبدالله بن أحمد بن عبد الله المدرسة مع عدة أوقاف مثل الأطعام، والسميطة، والزغيبي، والعياشي، والعارض. أقتتطع جزء من المدرسة في إفتتاح شارع الكوت. وفي عام 1422 هـ أعيد بناء المدرسة بإشراف الشيخ أحمد بن عبد الله آل عبد اللطيف إمام مسجد النووي في الخالدية وبمساعدة عبد الرحمن بن عبد الله آل عبد اللطيف، وفي عام 1433 هـ جددت المدرسة بإشراف مجلس عائلة آل عبد اللطيف.
أشهر من تولي التدريس في المدرسة مثل عبد الله بن أحمد بن عبد الله بن عبد اللطيف، وأحمد بن عبد الله بن عبد اللطيف، ومحمد بن عبد الله بن محمد بن عبد المطلب، ومحمد بن عبد الرحمن بن عبد الله بن عبد المطلب.

## العمارة
كانت المدرسة تتكون من ثلاثة أورقة تقع في الشمال والشرق والغرب، وغرفة شمالية، وكذلك بئر ماء، كانت الدراسة في المدرسة في الرواق الغربي في فصل الصيف، والغرفة الشمالية في فصل الصيف. كانت بناء المدرسة من الطراز القديم.

## الدراسة
حددت وقفية المدرسة العلوم التي تدرس في المدرسة وهي علم الحديث، وعلم التفسير، وفقه إسلامي.